# Seul (album)
Seul – debiutancki, francuskojęzyczny album Garou, wydany 13 listopada 2000 r. Osiągnął ogromne sukcesy w Kanadzie, krajach francuskojęzycznych i w Polsce. We Francji stał się jednym z najlepiej sprzedających się albumów dekady.
Nad albumem pracowali najlepsi kompozytorzy i autorzy piosenek. Aż sześć piosenek m.in. wielkie przeboje „Gitan” i „Seul” napisał autor libretta do Notre-Dame de Paris Luc Plamondon. Kompozycję „Jusqu`a me perdre” napisał kanadyjski artysta Bryan Adams. 
Z piosenek płyty wydano cztery single. Na pierwszym ukazał się przebojowy duet z Celine Dion – „Sous le vent”. Dwa kolejne „Gitan” i „Seul” okazały się dwoma największymi przebojami piosenkarza. Sam singiel „Seul” we Francji sprzedał się w liczbie miliona egzemplarzy i uzyskał certyfikat diamentowy. Na polskiej liście bestsellerów album znajdował się przez ponad 50 tygodni, uzyskał pierwsze miejsce i został certyfikowany platynową płytą. Album został zakwalifikowany do najlepiej sprzedających się płyt roku 2002 i najlepiej sprzedającej się francuskojęzycznej płyty w Polsce.

## Lista utworów
| #   | Tytuł                             | Autor tekstu                          | Kompozytor         | Czas |
| --- | --------------------------------- | ------------------------------------- | ------------------ | ---- |
| 1.  | „Gitan”                           | Luc Plamondon                         | Romano Musumarra   | 4:05 |
| 2.  | „Que l’amour est violent”         | Luc Plamondon                         | Aldo Nova, R.Virag | 5:41 |
| 3.  | „Demande au soleil”               | Luc Plamondon                         | Romano Musumarra   | 5:34 |
| 4.  | „Seul”                            | Luc Plamondon                         | Romano Musumarra   | 4:41 |
| 5.  | „Sous le vent” (oraz Céline Dion) | Jacques Veneruso                      | Jacques Veneruso   | 3:30 |
| 6.  | „Je n’attendais que vous”         | Jacques Veneruso                      | Jacques Veneruso   | 5:17 |
| 7.  | „Criminel”                        | Luc Plamondon                         | Franck Langolff    | 3:45 |
| 8.  | „Le calme plat”                   | Elisabeth Anais                       | Franck Langolff    | 4:09 |
| 9.  | „Au plaisir de ton corps”         | Luc Plamondon                         | Aldo Nova, R.Virag | 4:38 |
| 10. | „La moitie du ciel”               | Elisabeth Anais                       | Richard Cocciante  | 4:11 |
| 11. | „Lis dans mes yeux”               | Erick Benzi                           | Erick Benzi        | 4:04 |
| 12. | „Jusqu’à me perdre”               | Bryan Adams (tłum. fr. Luc Plamondon) | Eliot Kennedy      | 4:27 |
| 13. | „Gambler”                         | Marc Drouin                           | Christopher Rose   | 4:37 |
| 14. | „L’adieu”                         | Didier Barbelivien                    | Didier Barbelivien | 4:02 |

## Certyfikaty i sprzedaż
| Kraj       | Certyfikat         | Sprzedaż  | Najwyższa pozycja |
| ---------- | ------------------ | --------- | ----------------- |
| Belgia     | 2x platynowa płyta | 100 000+  | 1                 |
| Francja    | diamentowa płyta   | 1 553 500 | 1                 |
| Kanada     | 3x platynowa płyta | 300 000+  | 2                 |
| Polska     | platynowa płyta    | 70 000+   | 1                 |
| Szwajcaria | 2x platynowa płyta | 60 000+   | 1                 |